# Taquió
Un taquió (del grec ταχύς, takhús, 'ràpid') és una partícula hipotètica que es mou a velocitats superlumíniques. La primera descripció teòrica dels taquions s'atribueix a Arnold Sommerfeld; nogensmenys, el concepte va aparèixer amb força, especialment amb la teoria de cordes (concretament, amb la teoria de cordes bosònica). Als taquions, se'ls atribueixen moltes propietats estranyes i precisament per això són un tema recurrent en les obres de ciència-ficció.
En el llenguatge de la relativitat especial, un taquió és una partícula amb un quadrimoment espacial i temps propi imaginari; com un taquió queda confinat a la zona espacial del diagrama espaitemps, mai no pot viatjar a velocitats inferiors a la de la llum.

## Propietats bàsiques
Si la seva energia i moment són reals, la seva massa en repòs és imaginària. El temps propi que experimenta un taquió és també imaginari. Un curiós efecte és que, a diferència de partícules ordinàries, la velocitat d'un taquió augmenta quan la seva energia disminueix. Això és una conseqüència de la relativitat especial a causa del fet que, en teoria, un taquió té massa al quadrat negativa. D'acord amb Einstein, l'energia total d'una partícula conté una contribució de la massa en repòs i una de l'energia cinètica del cos. Si m denota la massa en repòs, llavors l'energia total és donada per la relació:
{\displaystyle E={\frac {mc^{2}}{\sqrt {1-{\frac {v^{2}}{c^{2}}}}}}}.
Per a matèria ordinària, aquesta equació demostra que E augmenta amb la velocitat, tendint a l'infinit quan v (la velocitat) s'aproxima a c, la velocitat de la llum. Si m és imaginària, en canvi, el denominador de la fracció necessita ser imaginari per a mantenir l'energia com un nombre real. El denominador és imaginari si el nombre en l'arrel quadrada és negatiu, que solament passa si v és major que c.
L'existència d'aquestes partícules implicaria problemes en la física actual. Per exemple, suposant que un taquió tingués càrrega elèctrica, en accelerar-lo hauria d'emetre radiació electromagnètica (com qualsevol altra càrrega accelerada); ara bé, com en disminuir la seva energia la seva velocitat augmenta, una petita acceleració duria a una acceleració cada vegada més gran. Per altra banda, si els taquions existissin i poguessin interaccionar amb la matèria ordinària, podria violar-se el principi de causalitat.
En la teoria de la relativitat general, és possible construir espaitemps en els quals les partícules es propaguin més ràpidament que la velocitat de la llum, respecte a un observador distant. N'és un exemple la mètrica d'Alcubierre. No obstant això, aquests no serien taquions en el sentit anterior, ja que no superarien la velocitat de la llum en un entorn local.

## Teories de camps i de cordes
En la teoria quàntica de camps, un taquió és el quàntum d'un camp, usualment un camp escalar, que té una massa al quadrat negativa. L'existència de tal partícula implica la inestabilitat del buit de l'espaitemps, perquè l'energia del buit té un màxim en comptes d'un mínim. Un petit impuls podria causar que el camp decaigués amb amplituds exponencialment creixents que, al mateix temps, podrien induir a una condensació taquiònica. El mecanisme de Higgs n'és un exemple elemental, però és interessant adonar-se que una vegada que el camp taquiònic arriba al mínim de potencial, els seus quanta deixen de ser taquions per a convertir-se en bosons de Higgs amb massa positiva.
Els taquions es troben en moltes versions de la teoria de cordes. En general, la teoria de cordes estableix que el que veiem com partícules —electrons, fotons, etc.— són en realitat diferents estats vibracionals d'una mateixa corda. La massa d'una partícula pot ser deduïda a partir de les vibracions de la corda. Els taquions apareixen freqüentment en l'espectre d'estats permesos de les cordes, de manera que alguns estats tenen masses al quadrat negatives i, per tant, masses imaginàries.